# Ebermannstadt

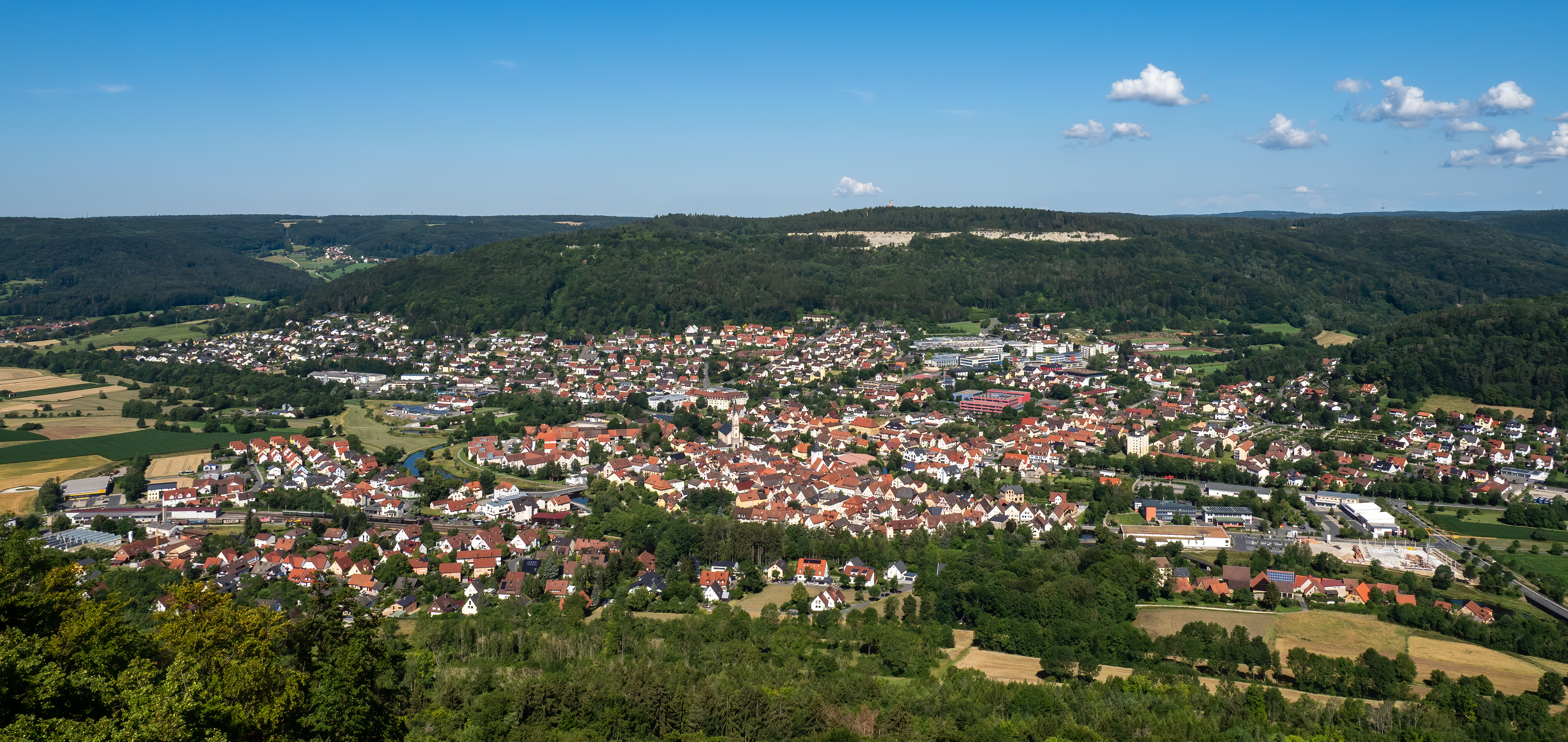
Ebermannstadt

Ebermannstadt (ostfränkisch: Ärmaschdood) ist eine Kleinstadt im oberfränkischen Landkreis Forchheim und der Sitz der Verwaltungsgemeinschaft Ebermannstadt. Sie ist Teil der Metropolregion Nürnberg.

## Geographie

### Geographische Lage
Die Stadt liegt im Freistaat Bayern, rund 35 km nördlich von Nürnberg und etwa 25 km südöstlich von Bamberg im Naturpark Fränkische Schweiz-Veldensteiner Forst im Tal der Wiesent auf einer Höhe von 292 bis 545 m ü. NHN. Durch ihre Lage nennt sich die Stadt  „das Herz der Fränkischen Schweiz“ und sieht sich als Eingangstor zur Fränkischen Schweiz.
Bis 1972 war Ebermannstadt Sitz des gleichnamigen Landkreises.

### Nachbargemeinden
Nachbargemeinden sind (von Norden beginnend im Uhrzeigersinn):
Eggolsheim, Unterleinleiter, Wiesenttal, Gößweinstein, Pretzfeld, Weilersbach

### Stadtgliederung
Die Gemeinde Ebermannstadt hat 17 Gemeindeteile (in Klammern ist der Siedlungstyp angegeben):
- Breitenbach (Dorf)
- Buckenreuth (Dorf)
- Burggaillenreuth (Dorf)
- Ebermannstadt (Hauptort)
- Eschlipp (Dorf)
- Gasseldorf (Kirchdorf)
- Kanndorf (Dorf)
- Moggast (Pfarrdorf)
- Neuses (Dorf)
- Niedermirsberg (Pfarrdorf)
- Poxstall (Dorf)
- Rothenbühl (Weiler)
- Rüssenbach (Kirchdorf)
- Thosmühle (Einöde)
- Windischgaillenreuth (Dorf)
- Wohlmuthshüll (Kirchdorf)
- Wolkenstein (Dorf)

Die Stadtverwaltung listet 15 Stadtteile, die den 17 Gemeindeteilen entsprechen mit der Abweichung, dass die Gemeindeteile Breitenbach und Rothenbühl im Stadtteil Ebermannstadt enthalten sind. Die Bevölkerung der 15 Stadtteile zum Stichtag 31. Dezember 2018:
- Buckenreuth (120)
- Burggaillenreuth (159)
- Ebermannstadt 1 (4561)
- Eschlipp (60)
- Gasseldorf (478)
- Kanndorf (38)
- Moggast (199)
- Neuses (85)
- Niedermirsberg (537)
- Poxstall (40)
- Rüssenbach (309)
- Thosmühle (6)
- Windischgaillenreuth (88)
- Wohlmuthshüll (232)
- Wolkenstein (67)

### Gemarkungen
Es gibt 11 Gemarkungen auf dem Stadtgebiet: Die Gemarkung Ebermannstadt entspricht der ursprünglichen Umfang des Stadtgebiets vor der ersten Eingemeindung 1939. Die übrigen Gemarkungen entsprechen den früheren Gemeinden. Von der Gemarkung Wohlmannsgesees liegt nur der Gemarkungsteil 0 mit dem Dorf Kanndorf auf dem Stadtgebiet von Ebermannstadt. Der Gemarkungsteil 1 mit dem Dorf Wohlmannsgesees liegt auf dem Gebiet der nördlichen Nachbargemeinde Wiesenttal. Die 11 Gemarkungen mit den 17 Gemeindeteilen:
| \| Gemarkungs- schlüssel \| Gemarkung \| Fläche[6] ha \| Einwohner Zensus 2011-05-09[6] \| Einge- meindung \| Gemeindeteile \| \| --------------------- \| ---------------------- \| ------------ \| ------------------------------ \| --------------- \| -------------------------------------- \| \| 092626 \| Ebermannstadt \| 445,74 \| 1519 \| 1818 \| Ebermannstadt, Rothenbühl \| \| 092624 \| Breitenbach \| 666,08 \| 2738 \| 1939 \| Breitenbach \| \| 092627 \| Neuses \| 341,35 \| 130 \| 1971-01 \| Neuses, Poxstall \| \| 092628 \| Rüssenbach \| 336,43 \| 522 \| 1971-01 \| Rüssenbach \| \| 092623 \| Gasseldorf \| 449,45 \| 484 \| 1971-04 \| Gasseldorf \| \| 092625 \| Niedermirsberg \| 572,06 \| 548 \| 1971-04 \| Niedermirsberg \| \| 092629 \| Wohlmuthshüll \| 860,85 \| 366 \| 1972-01 \| Wohlmuthshüll, Buckenreuth \| \| 092630 \| Burggaillenreuth \| 477,19 \| 226 \| 1976-07 \| Burggaillenreuth, Windischgaillenreuth \| \| 092631 \| Moggast \| 360,88 \| 281 \| 1976-07 \| Moggast, Thosmühle, Wolkenstein \| \| 092622 \| Eschlipp \| 327,64 \| 56 \| 1972-07 \| Eschlipp \| \| 0926080 1 \| Wohlmannsgesees Teil 0 \| 157,61 \| 26 \| 1978-05 \| Kanndorf \| \| \| Stadt Ebermannstadt \| 4995,28 \| 6896 \| \| 17 Gemeindeteile \| |                        |           |                             |                 |                                        |
| Gemarkungs- schlüssel | Gemarkung              | Fläche ha | Einwohner Zensus 2011-05-09 | Einge- meindung | Gemeindeteile                          |
| 092626 | Ebermannstadt          | 445,74    | 1519                        | 1818            | Ebermannstadt, Rothenbühl              |
| 092624 | Breitenbach            | 666,08    | 2738                        | 1939            | Breitenbach                            |
| 092627 | Neuses                 | 341,35    | 130                         | 1971-01         | Neuses, Poxstall                       |
| 092628 | Rüssenbach             | 336,43    | 522                         | 1971-01         | Rüssenbach                             |
| 092623 | Gasseldorf             | 449,45    | 484                         | 1971-04         | Gasseldorf                             |
| 092625 | Niedermirsberg         | 572,06    | 548                         | 1971-04         | Niedermirsberg                         |
| 092629 | Wohlmuthshüll          | 860,85    | 366                         | 1972-01         | Wohlmuthshüll, Buckenreuth             |
| 092630 | Burggaillenreuth       | 477,19    | 226                         | 1976-07         | Burggaillenreuth, Windischgaillenreuth |
| 092631 | Moggast                | 360,88    | 281                         | 1976-07         | Moggast, Thosmühle, Wolkenstein        |
| 092622 | Eschlipp               | 327,64    | 56                          | 1972-07         | Eschlipp                               |
| 0926080 1 | Wohlmannsgesees Teil 0 | 157,61    | 26                          | 1978-05         | Kanndorf                               |
| | Stadt Ebermannstadt    | 4995,28   | 6896                        |                 | 17 Gemeindeteile                       |

## Etymologie
Der Name entstand wahrscheinlich vor der Fränkischen Landnahme im Jahr 531. Im heutigen Ebermannstadt lag die Stätte des Ebermar, eines Stammeshäuptlings. Aus seinem Namen bildete sich später der Ortsname Ebermannstadt.

## Geschichte

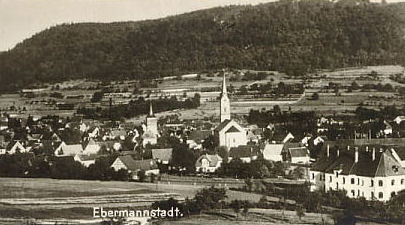
Ebermannstadt im Jahr 1928

### Entstehung und Stadtschicksale bis zum 17. Jahrhundert
Das Dorf wurde 531 vom Stamm der Thüringer gegründet, aber erst 981 urkundlich als kaiserliche „villa Ebermarstad“ erwähnt; es gehörte zu dieser Zeit zum Kloster St. Peter in Aschaffenburg. 1194 wurden „Thimo und Cunradus de Ebermarstatt“ genannt. 1200 besaßen die Herren von Schlüsselberg den Ort. Die Kirche wurde erstmals 1308 erwähnt.
König Ludwig der Bayer erteilte seinem Getreuen und Grundherren Konrad II. von Schlüsselberg, der nach Waischenfeld Ebermannstadt ausbaute, 1323 das Markt- und Stadtrecht. 1349 wurde der schlüsselbergische Besitz aufgeteilt. 1390 kam Ebermannstadt zum Hochstift Bamberg und unterstand damit dem Fürstbischof von Bamberg.
In den Wirren der Hussitenkriege brannten die Hussiten 1430 die Stadt nieder. 1469 wurde die Gemeinde zur selbständigen Pfarrei erhoben. Ein Streit um Braurechte mit dem benachbarten Pretzfeld führte 1510 zum Bierkrieg. Albrecht Dürer weilte 1515 in Ebermannstadt und schuf ein Ölgemälde der Stadtansicht. Das Ende des Zweiten Markgrafenkriegs 1552 brachte die Verwüstung Ebermannstadts durch Truppen des Markgrafen Albrecht Alcibiades. Im Dreißigjährigen Krieg besetzten die Schweden 1633 den Ort.

### Ab dem 18. Jahrhundert
Um 1750 verfasste der Schulrektor Frantz Melchior Freytag die Ebermannstädter Liederhandschrift. Während des Siebenjährigen Krieges quartierten sich preußische Soldaten im Ort ein. In den Koalitionskriegen besetzten 1796 durchziehende französische Truppen Ebermannstadt.
Als Folge der bayerischen Säkularisation 1802/1803, ausgelöst durch die militärischen Erfolge Napoléon Bonapartes, wurde Ebermannstadt Teil des Kurfürstentums (ab 1806 Königreich) Bayern; 1862 wurde der Landkreis Ebermannstadt gebildet, der bis zur Gebietsreform 1972 bestand.
Die zweite Hälfte des 19. Jahrhunderts brachte für Ebermannstadt technischen Fortschritt, so wurde 1891 die Bahnlinie Forchheim – Ebermannstadt, 1903 ein Elektrizitätswerk und 1907 das Kreiskrankenhaus eingeweiht. 1909 verheerte ein Hochwasser die Stadt. Der Anschluss an das bayerische Verkehrsnetz wurde durch weitere Eisenbahnstrecken gefördert; ab 1915 führte eine Linie nach Heiligenstadt (bis 1960 Personenverkehr, 1968 stillgelegt), 1922 feierte man die Eröffnung der Linie über Gasseldorf nach Muggendorf (später verlängert bis Behringersmühle, 1976 eingestellt, heute Museumsbahn). 1922/1923 entschloss sich die Stadtverwaltung zum Bau eines öffentlichen Wasserleitungsnetzes. 1941 wurde auf dem Berg Feuerstein westlich der Stadt ein Laboratorium für Hochfrequenztechnik eingerichtet. Burg Feuerstein dient als katholische Jugend- und Begegnungsstätte.
Am 14. April 1945 wurde Ebermannstadt von Einheiten der US Army erreicht. Dabei lieferte sich eine Flakbatterie am östlichen Ortsrand ein Feuergefecht mit den Amerikanern, wobei 13 deutsche Soldaten den Tod fanden. Am 18. Juli 1945 fanden im Gemeindeteil Wohlmuthshüll die ersten freien, demokratischen Wahlen Nachkriegsdeutschlands statt.

### Aufschwung nach dem Zweiten Weltkrieg
Die Jahre des Wirtschaftswunders brachten Ebermannstadt wirtschaftlichen und sozialen Aufschwung; der Segelflugplatz (1952), die Realschule (1954) und das Freibad (1965) wurden eröffnet. Die evangelische Kirche weihte 1961 die Emmauskirche. Das Gymnasium Fränkische Schweiz besteht seit 1973.
1981 feierte Ebermannstadt sein Millennium; zeitgleich wurde der planmäßige Museumsbahnbetrieb auf der Wiesenttalbahn, der ältesten Museumsbahn Frankens, nach Behringersmühle als touristische Attraktion aufgenommen. Im August desselben Jahres brannte ein Gasthof ab; acht Menschenleben waren zu beklagen.
Seit 1999 steht die Sternwarte Feuerstein den Besuchern offen. Nach der Umgestaltung wurde der Marktplatz im Jahr 2000 der Öffentlichkeit übergeben, 2005 folgte der Neubau der Stadthalle. Der Gemeindeteil Moggast errang 2006 den bayerischen Staatspreis für Dorferneuerung. Im Zuge der Altstadtsanierung 2010 wurde das Wasserschöpfrad an der Wiesent, das Wahrzeichen Ebermannstadts, restauriert. Seit 2010 bietet die Sternwarte Feuerstein Erkundungen auf dem Planetenwanderweg.

### Eingemeindungen
Im Jahr 1939 wurde Breitenbach eingemeindet. Im Zuge der Gebietsreform in Bayern kamen am 1. Januar 1971 Neuses und Rüssenbach hinzu. Am 1. April 1971 folgten Gasseldorf und Niedermirsberg. Wohlmuthshüll wurde am 1. Januar 1972 eingegliedert. Burggaillenreuth und Moggast folgten am 1. Juli 1976. Seit dem 1. Mai 1978 gehören Eschlipp und die südwestliche Hälfte der aufgelösten Gemeinde Wohlmannsgesees mit Kanndorf zu Ebermannstadt. Im selben Jahr wurde die Verwaltungsgemeinschaft Ebermannstadt gebildet. 1994 wurde Ebermannstadt zum möglichen Mittelzentrum aufgestuft.

## Politik

### Stadtrat
Die 20 Stadtratssitze verteilen sich nach der Kommunalwahl vom 15. März 2020 mit einer Wahlbeteiligung von 66,8 % wie folgt (mit Vergleichszahlen voriger Wahlen):
| Partei / Liste                             | 2020 |    | 2014 | 2008 | 2002 |
| Neue Liste Ebermannstadt (NLE)             | 5    | 5  | –    | –    |      |
| Christlich-Soziale Union in Bayern (CSU)   | 3    | 4  | 6    | 7    |      |
| FDP Bayern/BFE                             | 3    | –  | –    | –    |      |
| Freie Wählergemeinschaft Mühlbachtal (WGM) | 2    | 3  | 3    | 2    |      |
| Freie Wähler/Bürgerblock                   | 2    | 2  | 4    | 3    |      |
| Freie WählergemeinschaftOberland (WGO)     | 2    | 2  | 3    | 3    |      |
| Freie Wählergemeinschaft Gasseldorf (WGG)  | 1    | 2  | 1    | 1    |      |
| SPD Bayern                                 | 1    | 1  | 1    | 3    |      |
| Junge Bürger (JB)                          | 1    | 1  | 2    | 1    |      |
| Gesamtzahl der Sitze                       | 20   | 20 | 20   | 20   |      |

Zusätzliches, getrennt gewähltes Mitglied ist qua Amt die Bürgermeisterin.

### Bürgermeisterin
Erste Bürgermeisterin ist seit 2014 Christiane Meyer (NLE). Diese wurde am 30. März 2014 bei einer Wahlbeteiligung von 69,9 % mit 51,7 % der gültigen Stimmen gewählt. Ihr Vorgänger war Franz Josef Kraus (CSU), der das Amt 24 Jahre innehatte.

### Wappen
| Wappen von Ebermannstadt | Blasonierung: „Geteilt und oben gespalten; oben vorne in Blau ein golden gekröntes Königshaupt, hinten in Rot ein schräg liegender silberner Schlüssel; unten in Gold auf grünem Boden schreitend ein schwarzer Eber.“ |
| Wappen von Ebermannstadt | Wappenbegründung: Unter Konrad von Schlüsselberg erhob Kaiser Ludwig der Bayer Ebermannstadt 1323 zur Stadt. Im ersten Siegel aus dieser Zeit ist der für den Ortsnamen redende Eber frei im Schild zu sehen, belegt mit einem schrägen Schlüssel, darüber ein gekröntes Haupt als Hinweis auf den Verleiher der Stadtrechte. Der Schlüssel ist dem Wappen der Schlüsselberger entnommen, die 1114 erstmals erwähnt werden und 1347 erloschen sind und die Ortsherrschaft in Ebermannstadt bis dahin innehatten. |

### Städtepartnerschaften
- Frankreich: Seit dem 12. April 1970 besteht die Städtepartnerschaft mit Chantonnay, Vendée (Westfrankreich). Alle zwei Jahre findet eine Mini-Olympiade statt, die abwechselnd in einem der beiden Orte ausgetragen wird. Am 12. April 2005 wurde in Ebermannstadt das 35-jährige Städtepartnerschaftsjubiläum gefeiert.

## Kultur und Sehenswürdigkeiten

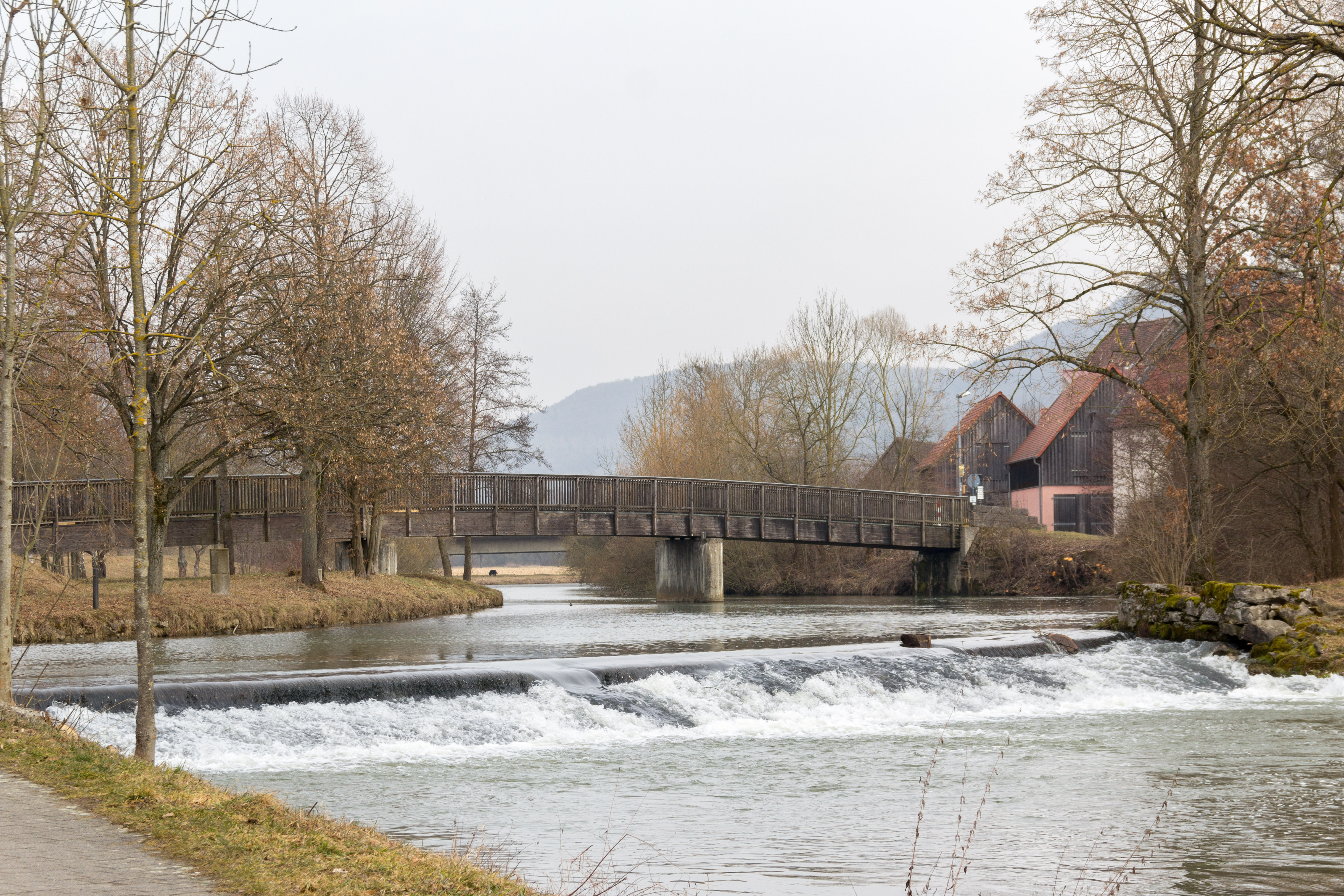
Der südliche Arm der Wiesent im Winter 2016/2017

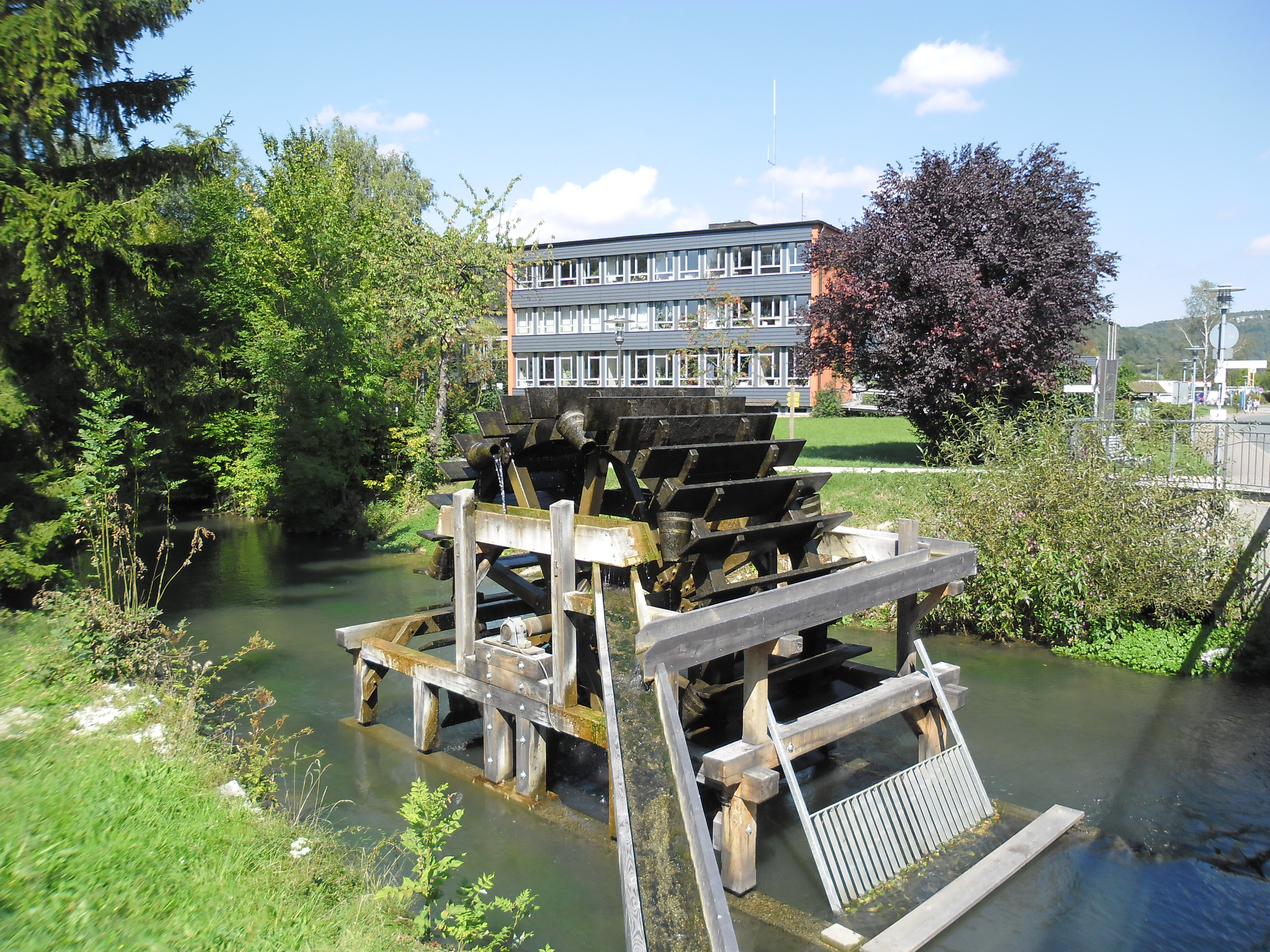
Schöpfrad an der Wiesent

Der Fluss Wiesent teilt sich im Osten vor der Altstadt und umfließt diese mit zwei Armen. Die gesamte Altstadt liegt somit auf einer etwa 700 Meter langen und bis zu 280 Meter breiten Flussinsel. Im nördlichen Flussarm befinden sich noch zwei funktionsfähige Wasserschöpfräder. Wasserräder sind seit dem 16. Jahrhundert an der Wiesent belegt. Eine Flurkarte aus dem Jahr 1699 zeigt eine Abbildung des Ebermannstädter Schöpfrads am Oberen Tor. Damals durchfloss das Schöpfwasser als kleiner Bach den Ort vom Oberen zum Unteren Tor. Diesen Wasserlauf flankierten vier Sandsteinfiguren, die Ortspatrone der Stadt. Das Wasserrad aus dem Jahr 1606 gilt als Wahrzeichen der Stadt.

### Bauwerke und Technik
- Marienkapelle
- Neoromanische Nikolauskirche
- Kriegergedächtniskapelle

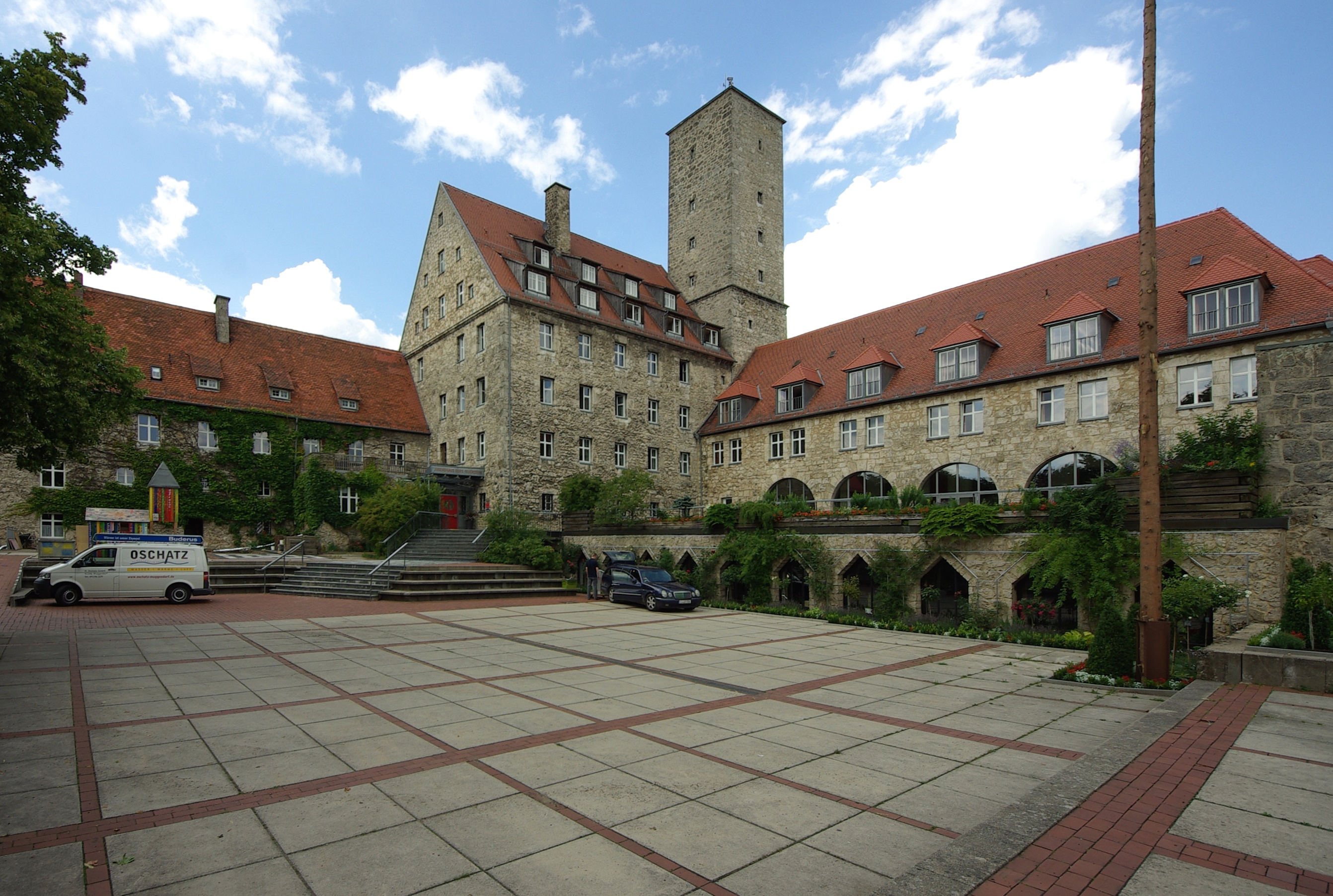
Burg Feuerstein, 2011

- Altfränkische Fachwerkhäuser rund um den Marktplatz und entlang der Hauptstraße
- Marienbrunnen am Marktplatz (Osterbrunnen)
- Burg Feuerstein, Bauwerk im Stil der fränkischen Burgen, jedoch erst 1941 erbaut mit dem Pfadfinderhaus Lindersberg
- Burgstall Schlüsselstein
- Wallerwarte, östlich der Stadt auf 513 m ü. NHN[13] stehender denkmalgeschützter Aussichtsturm von 1931
- Oberes und unteres historisches Scheunenviertel
- Rathaus
- Heimatmuseum
- Observatorium
- Fränkische-Schweiz-Bibliothek
- Dampfbahn Fränkische Schweiz

### Regelmäßige Veranstaltungen
- April: Ultratrail Fränkische Schweiz
- Juni: Fronleichnamsprozession, historischer Markt, Schaufenster
- Sonntag um den 24. Juni: Kirchweih Moggast
- August: Altstadtfest, Lichterserenade an der Wiesent, Backofenfest Rüssenbach
- Zweiter Sonntag im September: Kirchweih Ebermannstadt
- September: Fränkische Schweiz-Marathon
- Dritter Sonntag im Oktober: Kirchweih Breitenbach
- Erstes Adventswochenende: Adventsmarkt

### Sport und Freizeit
Die Stadt ist ein staatlich anerkannter Erholungsort mit Freibad, Campingplatz im Gemeindeteil Rothenbühl, Golfplatz im Gemeindeteil Kanndorf und Flugplatz Burg Feuerstein.
Von Ebermannstadt fährt an Wochenenden die Dampfbahn Fränkische Schweiz durch das Wiesenttal nach Behringersmühle.
In klaren Nächten ist an der Sternwarte Feuerstein eine geführte Himmelsbeobachtung möglich. Dank des für deutsche Verhältnisse dunklen Himmels an dem mehr als 200 m oberhalb der umliegenden Orte gelegenen Observatorium und der möglichen Nutzung von allerlei astronomischen Instrumenten ist ein tiefer Blick in unser Universum keine Seltenheit.

## Wirtschaft und Infrastruktur

### Ansässige Unternehmen
- Kennametal Hertel AG
- VIERLING Production GmbH
- BMI, Bayrische Milchindustrie eG
- OES – Optische und Elektronische Systeme GmbH
- IBG Prüfcomputer GmbH
- Klinik Fränkische Schweiz gGmbH

### Brauereien
In Ebermannstadt gibt es zwei Brauereien: Schwanenbräu und das ehemalige Kommunbrauhaus der Stadt mit einem 60-hl-Sudkessel, das 2014 von einem dänischen Event-Manager übernommen wurde und seitdem „Bavarian Fest-Beer“ produziert.

### Verkehr
Ebermannstadt liegt an der Bundesstraße 470. Von Forchheim führt auch die Wiesenttalbahn (bedient von Agilis) nach Ebermannstadt. Diese, wie auch Buslinien, die weiter in die Fränkische Schweiz führen, sind in das Tarifgebiet des Verkehrsverbundes Großraum Nürnberg (VGN) integriert. Außerdem kann Ebermannstadt auch per Flugzeug über den Flugplatz Burg Feuerstein erreicht werden. Durch Ebermannstadt führen mehrere gut ausgebaute Rad- und Wanderwege.

### Öffentliche Einrichtungen
- Tourismuszentrale Fränkische Schweiz
- Tourismusbüro Ebermannstadt
- Stadtbücherei St. Nikolaus

### Schulen
- Grund- und Mittelschule
- Gymnasium Fränkische Schweiz
- Staatliche Realschule
- Musikschule
- Landvolkshochschule Feuerstein

### Kindergärten
- Integrativer Kindergarten
- Katholischer Kindergarten St. Marien
- Katholischer Kindergarten St. Nikolaus
- Kinderkrippe Zwergenland
- Kinderhort der Caritas

## Persönlichkeiten
- Moses von Ebermannstadt (13. Jahrhundert), Verfasser eines Pentateuchs in hebräischer Handschrift.
- Frantz Melchior Freytag (1720–1781), Kantor und Verfasser der Ebermannstädter Liederhandschrift.
- Friedrich Theiler (1748–1826), Bildhauer, der mit seinen Arbeiten im Gebiet des Hochstifts Bamberg vertreten ist.
- Der in Gasseldorf geborene Johann Georg Lahner (1772–1845) war später als Metzgermeister in Wien tätig und gilt als Erfinder der Wiener Würstchen.
- Christian von Kolb (1848–1924), Richter und Senatspräsident am Reichsgericht
- Walter Hofmann (*  1939),  in Neuses geborener Politiker, von 1982 bis 2003 Mitglied des bayerischen Landtags.
- Michael Müller (* 1953), Gründer des nach ihm benannten Michael Müller Verlags, der zu den bedeutendsten deutschen Reisebuchverlagen gehört.
- Kurt Albert (1954–2010), Lehrer und Fotograf, zählte zu den besten Kletterern der Welt. Er unternahm Expeditionen zu den entlegensten und schwierigsten Bergen der Welt.
- Norbert Hofmann SDB (* 1959), ist ein Ordenspriester und katholischer Diplomat, der in der Kurie in Rom als Sekretär wirkt.
- Stefan Frühbeißer (* 1969), Politiker (Freie Wähler)
- Franz Josef Och (* 1971), ist ein deutscher Informatiker, der in den USA forscht und arbeitet.
- Erich Döttl (1925–2016), Oberstudiendirektor, Gründungsdirektor des Gymnasiums, Kreisheimatpfleger, Buchautor und Ehrenbürger von Ebermannstadt.[15]

## Bilder

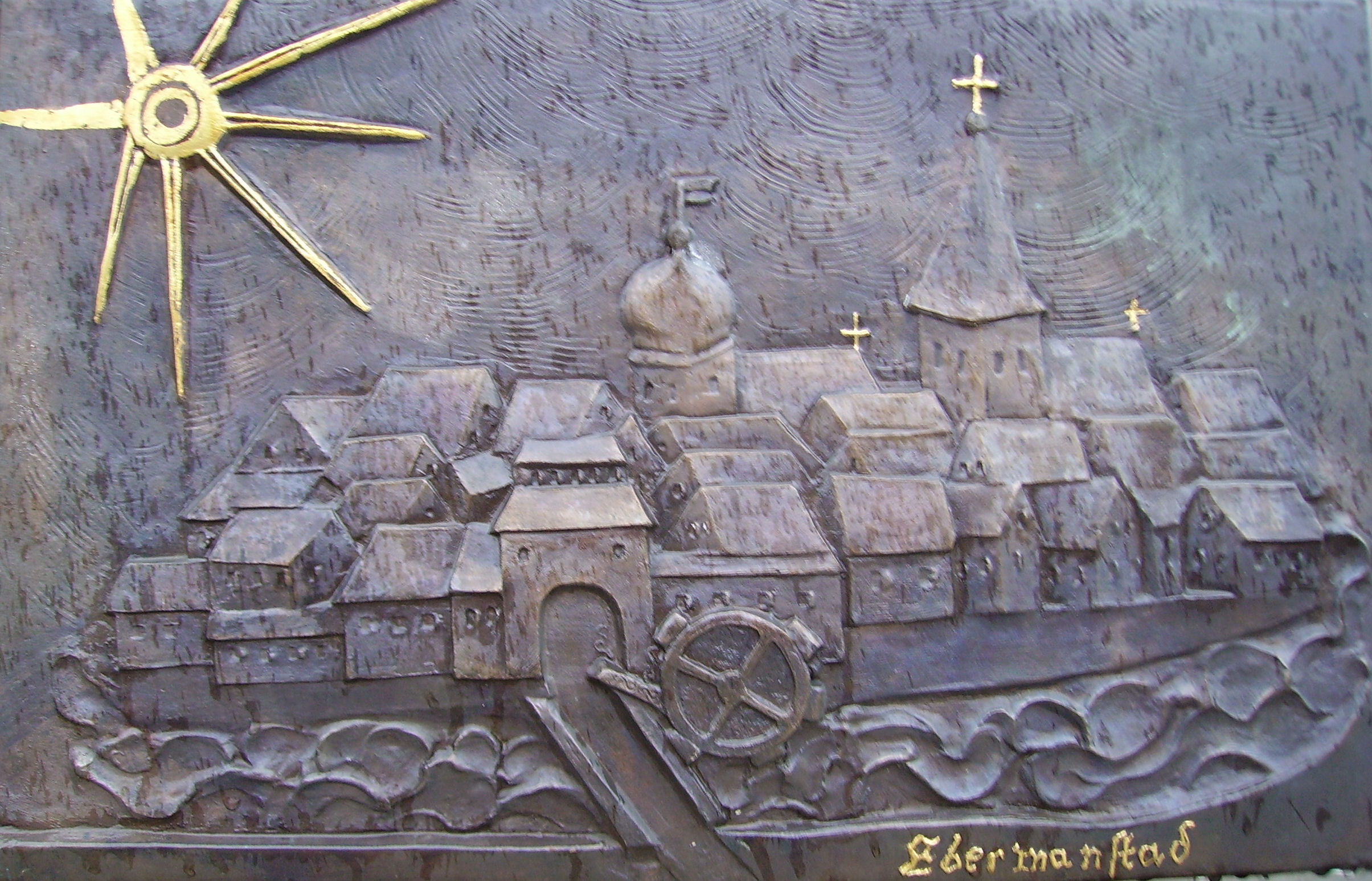
Relief von Ebermannstadt
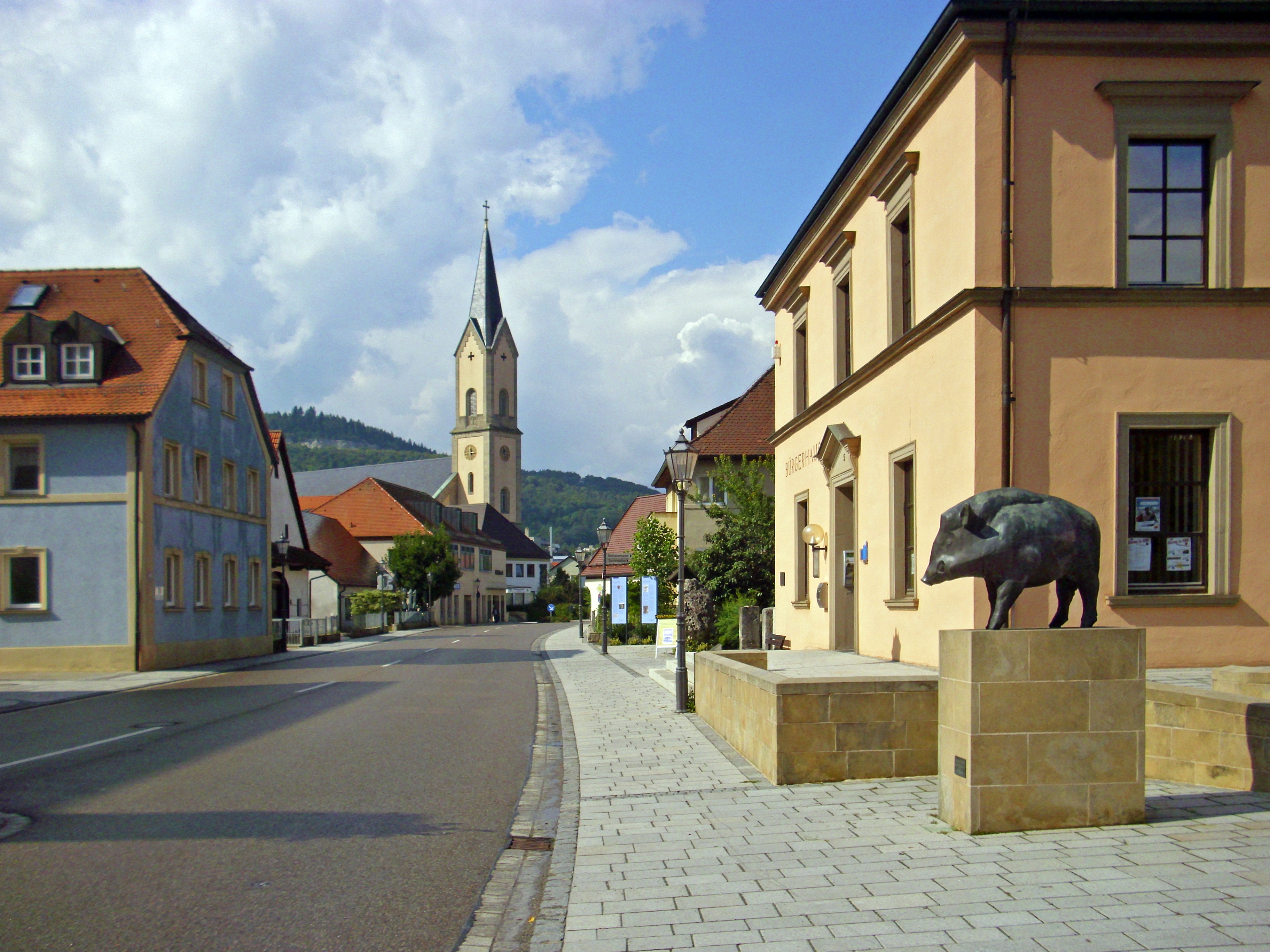
St. Nikolaus und Heimatmuseum von der Bahnhofstraße aus gesehen, 2010
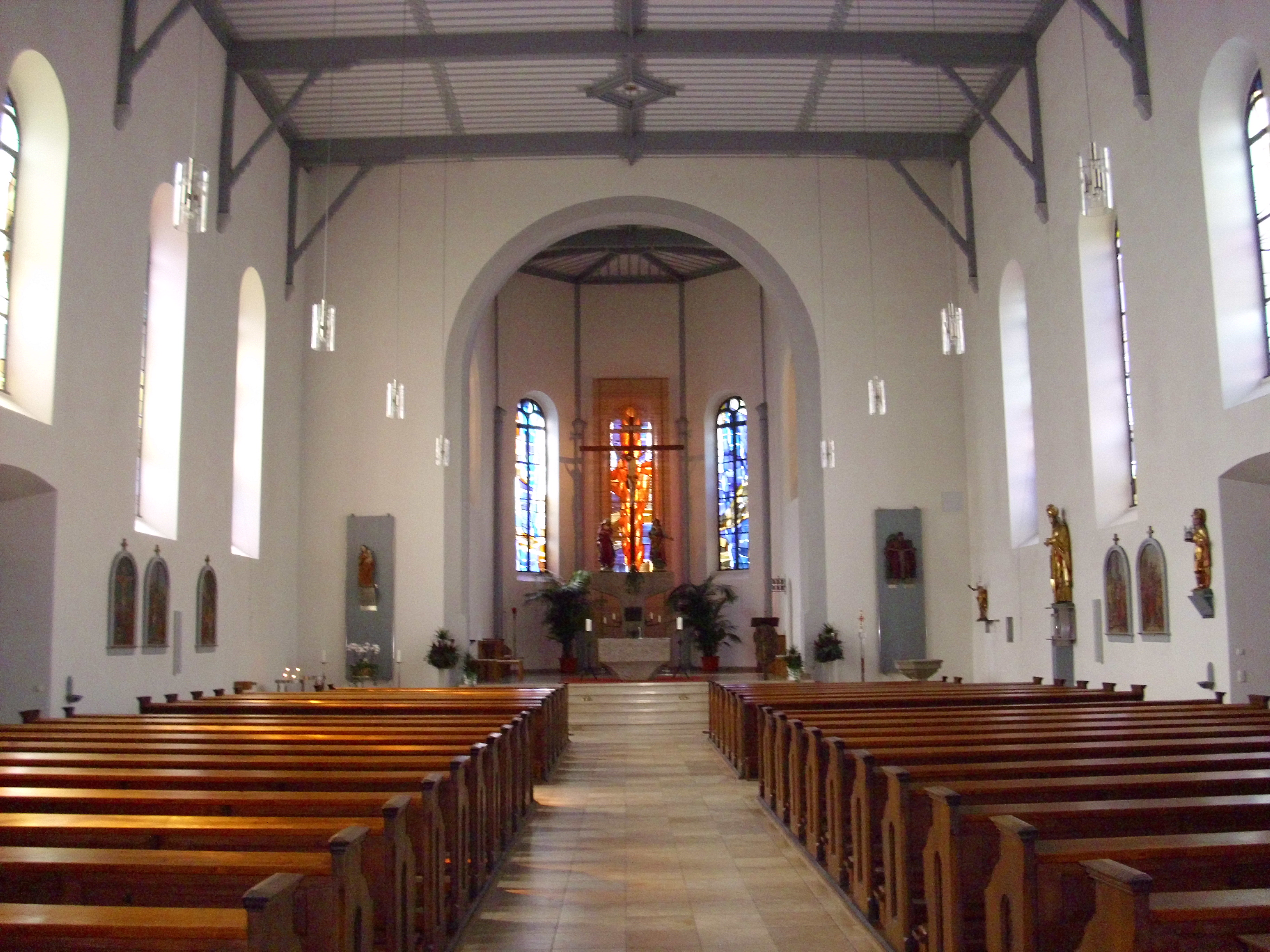
Westchor der Kirche St. Nikolaus, 2010
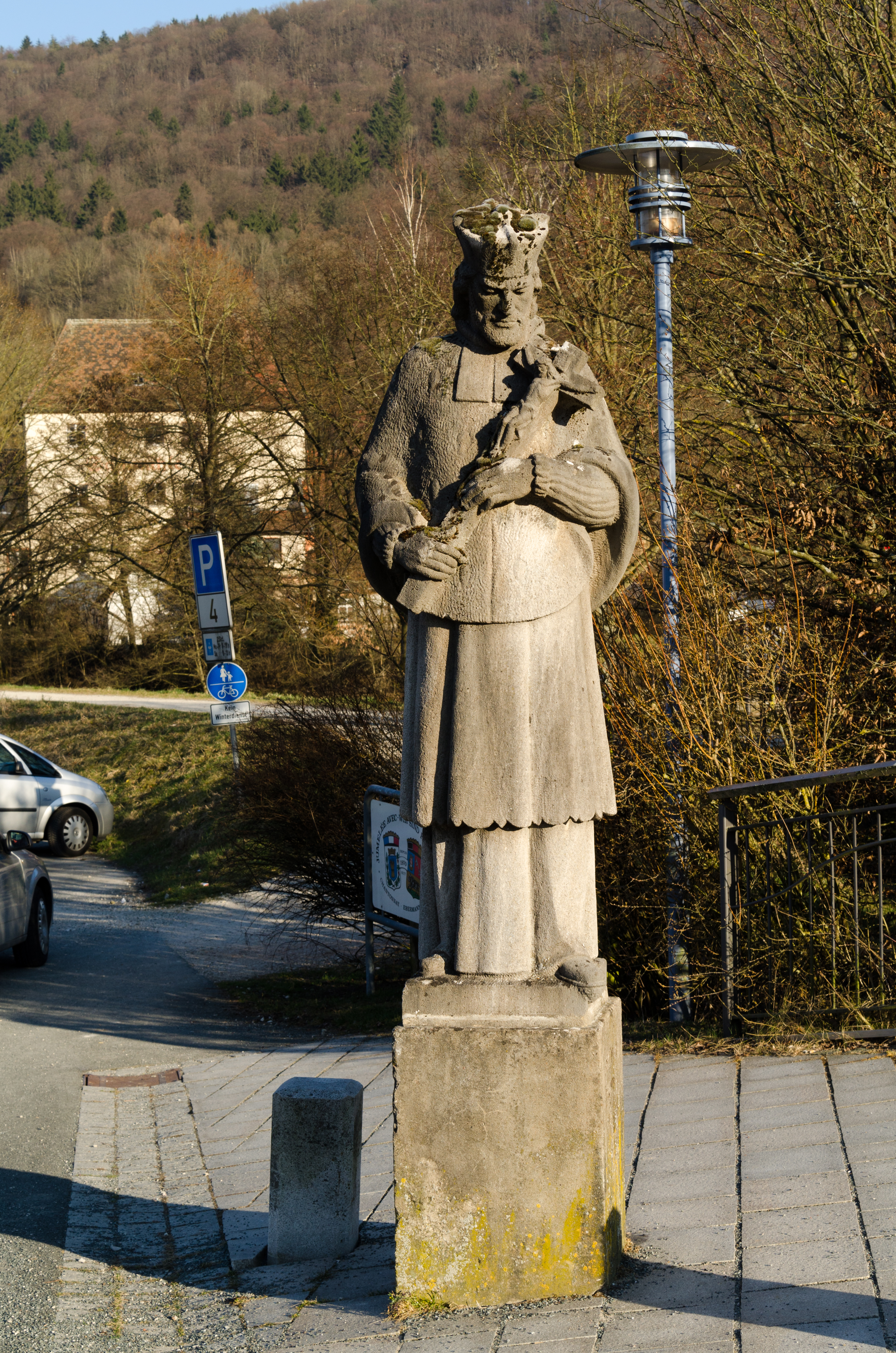
Nepomuk, Oberes Tor
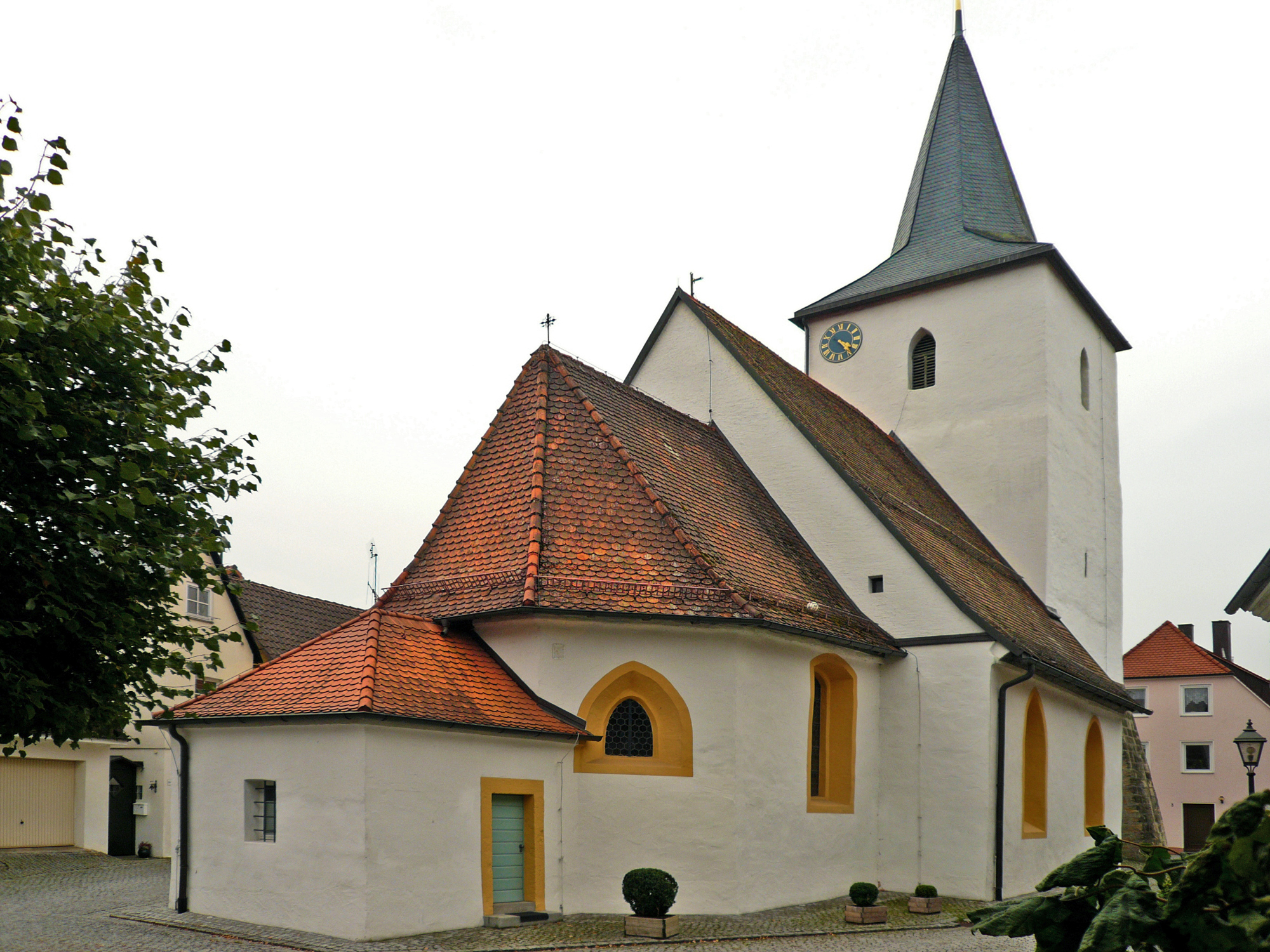
Marienkapelle
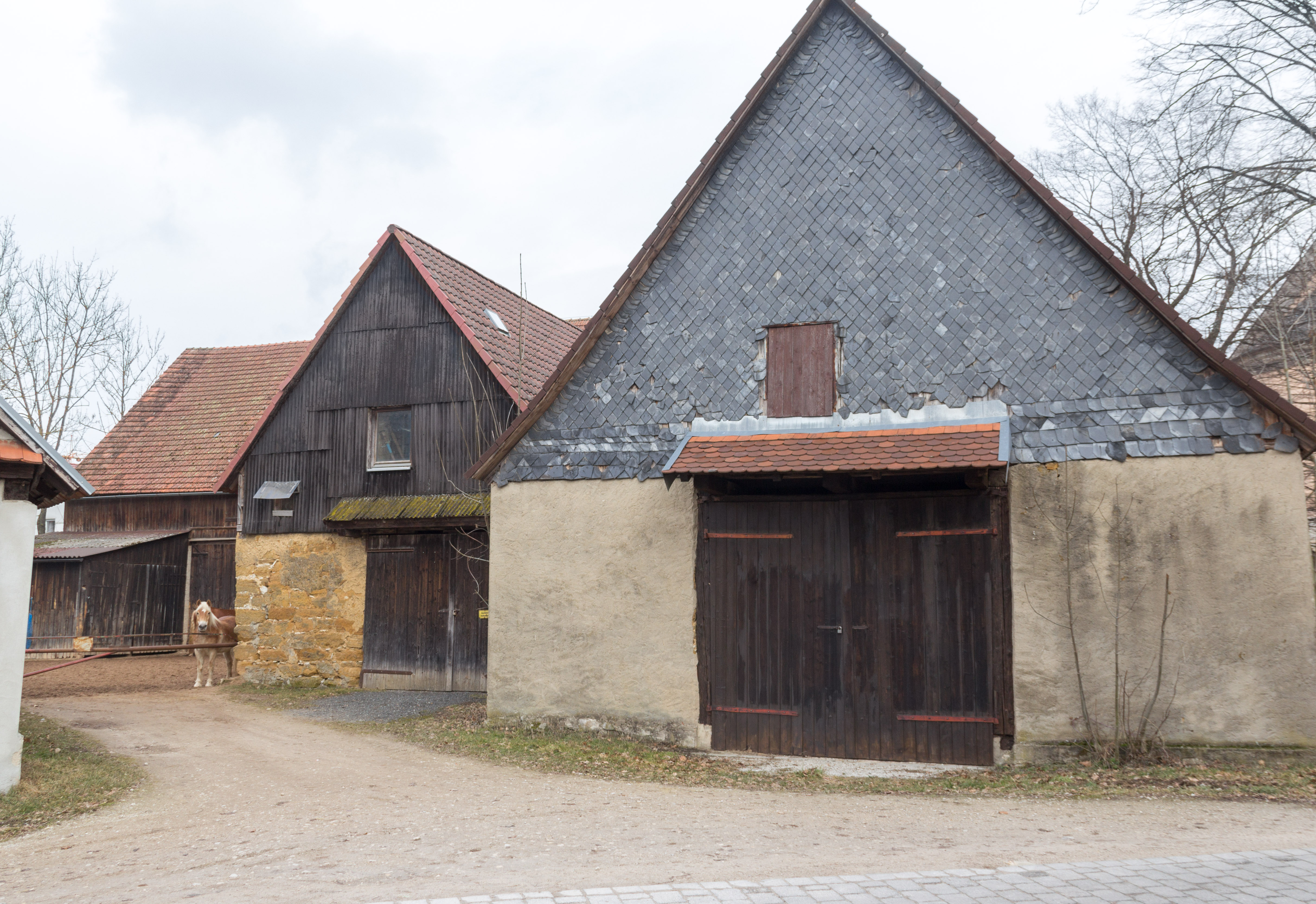
Unteres Scheunenviertel, 2017
Sternwarte Feuerstein, 2008
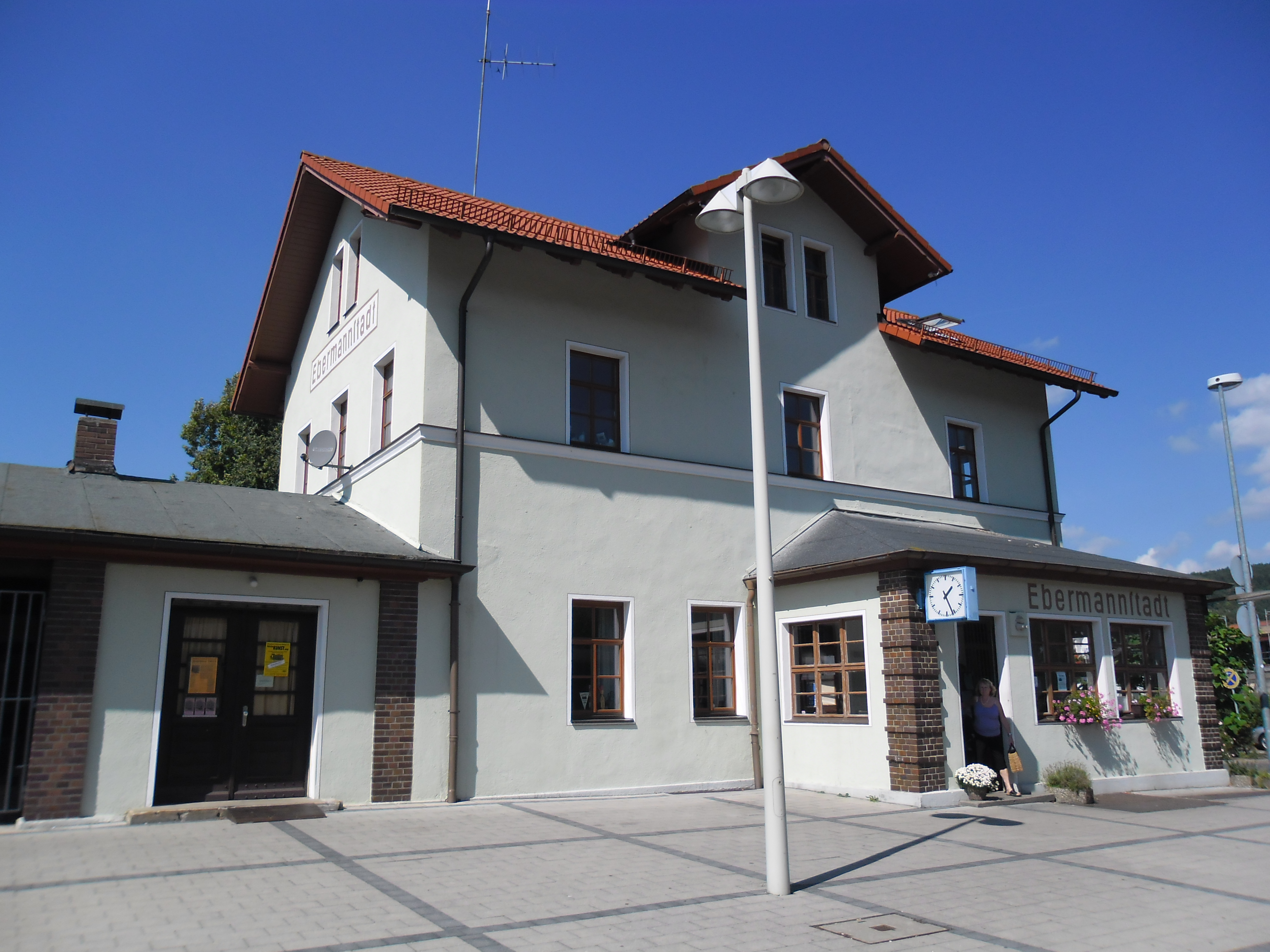
Bahnhof
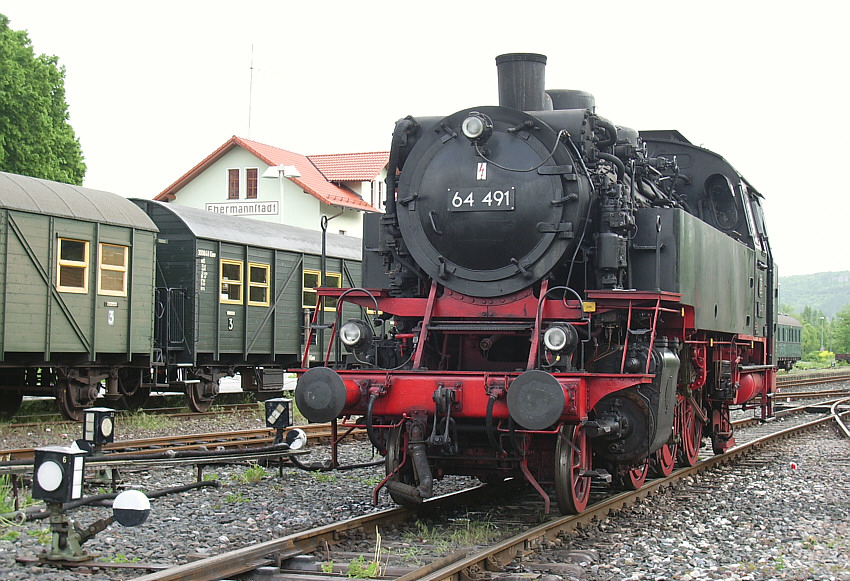
64 491 der Dampfbahn Fränkische Schweiz, Mai 2006